# Nilasera cervidius
Nilasera cervidius är en fjärilsart som beskrevs av Hans Fruhstorfer 1914. Nilasera cervidius ingår i släktet Nilasera och familjen juvelvingar. Inga underarter finns listade i Catalogue of Life.